# BREEAM
BREEAM (ang. Building Research Establishment Environmental Assessment Method) – metoda oceny zrównoważonego rozwoju dla planowania, infrastruktury i budynków.

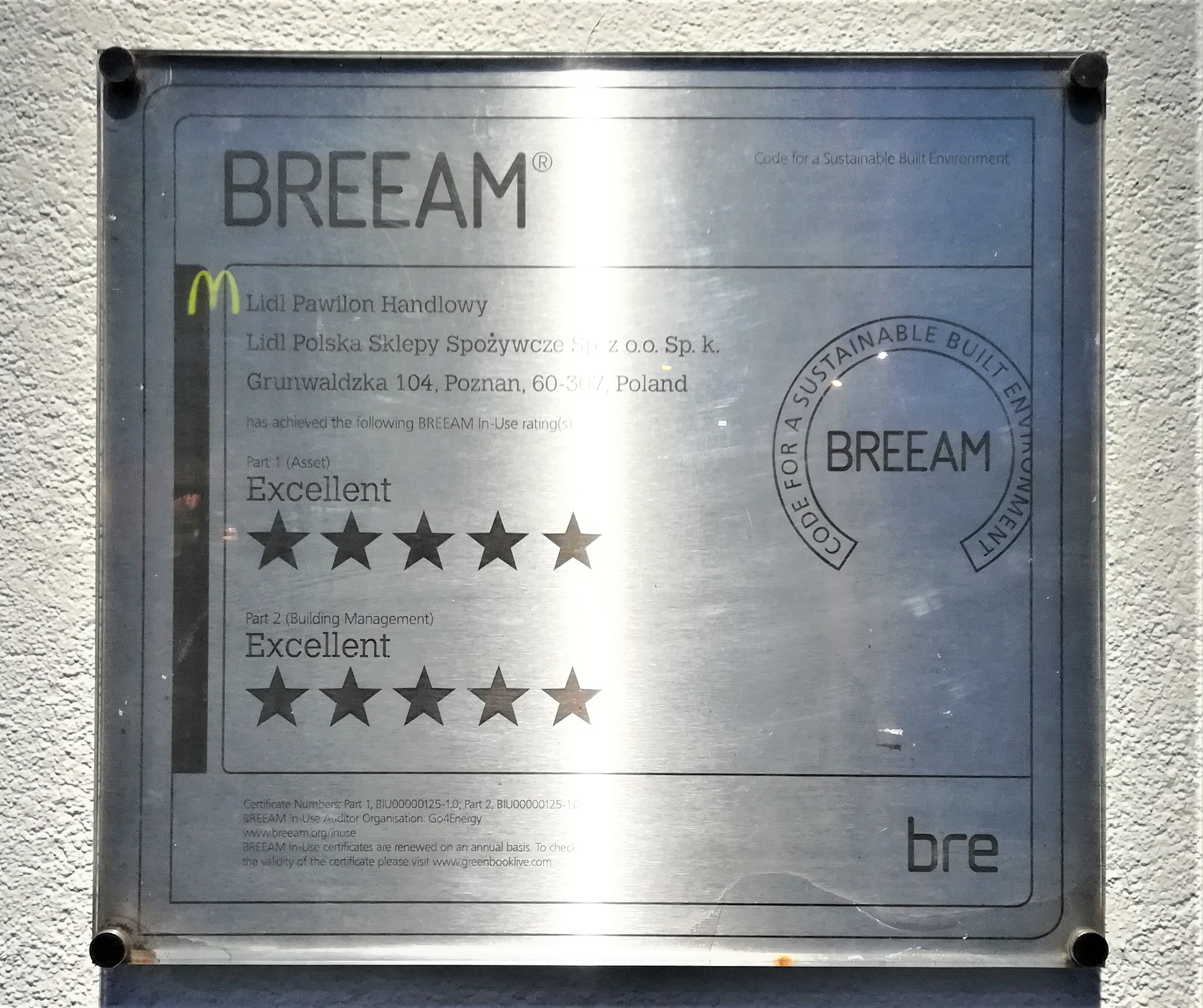
Certyfikat BREEAM w Poznaniu

Certyfikat BREEAM jest jedną z najczęściej stosowanych w Europie metod oceny budynków pod kątem ich ekologiczności. Skupia się na ocenie jakości prowadzonego procesu inwestycyjnego. Wprowadzono go w 1990. Twórcą była brytyjska organizacja BRE (Building Research Establishment). Metoda stanowi dla inwestorów narzędzie zarządzania projektem, celem poprawy wpływu inwestycji na środowisko.